# Gnomulus marginatus
Espèce
Gnomulus marginatus est une espèce d'opilions laniatores de la famille des Sandokanidae.

## Distribution
Cette espèce est endémique de Thaïlande. Elle se rencontre dans les provinces de Chanthaburi et de Trat.

## Description
Le mâle holotype mesure 6,74 mm et la femelle paratype 7,08 mm, les mâles mesurent de 6,33 à 6,95 mm.

## Systématique et taxinomie
Cette espèce a été décrite par Schwendinger et Martens en 2002.

## Publication originale
- Schwendinger & Martens, 2002 : « A taxonomic revision of the family Oncopodidae III. Further new species of Gnomulus Thorell (Opiliones, Laniatores). » Revue Suisse de Zoologie, vol. 109, no 1, p. 47–113 (texte intégral).